# Believe (album Cher)
Believe – dwudziesty drugi album amerykańskiej piosenkarki Cher wydany 10 listopada 1998 nakładem wytwórni płytowej Warner Bros.
Po komercyjnym rozczarowaniu poprzednim albumem studyjnym It’s a Man’s World z 1995 roku, wytwórnia płytowa Cher zachęciła ją do nagrania albumu zorientowanego na taniec, aby przejść do bardziej mainstreamowego brzmienia. Piosenkarka rozpoczęła pracę nad albumem wiosną 1998 roku z angielskimi producentami Markiem Taylorem i Brianem Rawlingiem w Dreamhouse Studios w Londynie. Album został dedykowany byłemu mężowi artystki Sonny’emu Bono, który zmarł w tym samym roku.
Believe reprezentuje całkowite muzyczne odejście od poprzednich dzieł piosenkarki, nawiązując do popularnego w tamtym czasie euro disco. Krążek zawiera niektóre z nowych technologii tamtych czasów, takie jak użycie auto-tune, które ostatecznie stało się znane jako „efekt Cher”. Po wydaniu album otrzymał mieszane recenzje od krytyków muzycznych, którzy pochwalili wokalną kreację Cher, podczas gdy inni krytykowali dużą ilość wokodera i jego ogólną produkcję. W 2000 roku Believe był nominowany do nagrody Grammy za najlepszy popowy album wokalny.
Pod względem komercyjnym krążek okazał się być niezwykle popularny, osiągając czwarte miejsce na liście Billboard 200 oraz otrzymał czterokrotną platynę od Recording Industry Association of America za sprzedaż czterech milionów egzemplarzy w Stanach Zjednoczonych. Album znalazł się na szczycie list przebojów w Austrii, Kanadzie, Danii, Niemczech, Grecji, Nowej Zelandii, Portugalii i Quebecu, a także w pierwszej dziesiątce we Francji, Hiszpanii, Wielkiej Brytanii, Stanach Zjednoczonych i kilku innych krajach.
Album promowały cztery single. Pierwszy z nich, „Believe”, stał się jednym z najlepiej sprzedających się singli w historii, zajmując pierwsze miejsca na listach przebojów w 23 krajach i sprzedał się w ponad 11 milionach egzemplarzy na całym świecie. „Strong Enough” został wydany jako drugi singiel z albumu; osiągnął pozycje 57 i 5 odpowiednio w Stanach Zjednoczonych i Wielkiej Brytanii. „All or Nothing” i „Dov'è l’amore” zostały wydane jako kolejne single, oba odniosły umiarkowany sukces. W ramach promocji materiału, Cher wyruszyła w swoją czwartą trasę koncertową Do You Believe?, która stała się wówczas jedną z najbardziej dochodowych tras koncertowych artystki.
Album sprzedał się w nakładzie 12 milionów kopii na całym świecie.

## Lista utworów
| Nr  | Tytuł utworu                            | Autorzy                                                                                 | Produkcja                  | Długość |
| --- | --------------------------------------- | --------------------------------------------------------------------------------------- | -------------------------- | ------- |
| 1.  | „Believe”                               | Brian Higgins, Stuart, McLennen, Paul Barry, Steven Torch, Matthew Gray, Timothy Powell | Mark Taylor, Brian Rowling | 4:01    |
| 2.  | „The Power”                             | Tommy Sims, Judson Spence                                                               | Junior Vasquez             | 3:56    |
| 3.  | „Runaway”                               | Mark Taylor, Paul Barry                                                                 | Taylor, Rowling            | 4:46    |
| 4.  | „All or Nothing”                        | Taylor, Barry                                                                           | Taylor, Rowling            | 3:58    |
| 5.  | „Strong Enough”                         | Taylor, Barry                                                                           | Taylor, Rowling            | 3:46    |
| 6.  | „Dov'è l’amore”                         | Taylor, Barry                                                                           | Taylor, Rowling            | 4:18    |
| 7.  | „Tackin’ Back My Heart”                 | Diane Warren                                                                            | Taylor, Rowling            | 4:32    |
| 8.  | „Taxi Taxi”                             | Mark Jordan, Todd Terry                                                                 | Todd Terry                 | 5:04    |
| 9.  | „Love Is the Groove”                    | Betsy Cook, Bruce Woolley                                                               | Terry                      | 4:31    |
| 10. | „We All Sleep Alone” (Todd Terry remix) | Desmond Child, Jon Bon Jovi, Richie Sambora                                             | Terry                      | 5:10    |
|     |                                         |                                                                                         |                            | 44:02   |

| Utwory bonusowe w standardowej edycji japońskiej/australijskiej | Utwory bonusowe w standardowej edycji japońskiej/australijskiej | Utwory bonusowe w standardowej edycji japońskiej/australijskiej | Utwory bonusowe w standardowej edycji japońskiej/australijskiej | Utwory bonusowe w standardowej edycji japońskiej/australijskiej |
| Nr                                                              | Tytuł utworu                                                    | Autorzy                                                         | Produkcja                                                       | Długość                                                         |
| --------------------------------------------------------------- | --------------------------------------------------------------- | --------------------------------------------------------------- | --------------------------------------------------------------- | --------------------------------------------------------------- |
| 1.                                                              | „Believe” (Club 69 Future Mix) (full-length version)            | Higgins, McLennen, Barry ,Torch, Gray, Powell                   | Peter Rauhofer                                                  | 9:18                                                            |
| 2.                                                              | „Believe” (Xenomania Mix)                                       | Higgins, McLennen, Barry ,Torch, Gray, Powell                   | Higgins, Gray                                                   | 4:22                                                            |
|                                                                 |                                                                 |                                                                 |                                                                 | 13:40                                                           |

## Notowania i certyfikaty
| Lista przebojów (1998–99)           | Najwyższa pozycja |
| ----------------------------------- | ----------------- |
| Australia (ARIA Charts)             | 13                |
| Austria (Ö3 Austria Top 40)         | 1                 |
| Belgia (Ultratop Flandria)          | 3                 |
| Belgia (Ultratop Walonia)           | 3                 |
| Czechy (ČNS IFPI)                   | 3                 |
| Dania (Album Top-40)                | 1                 |
| Finlandia (Suomen virallinen lista) | 4                 |
| Francja (SNEP)                      | 5                 |
| Hiszpania (PROMUSICAE)              | 2                 |
| Holandia (MegaCharts)               | 7                 |
| Islandia (Tonlist)                  | 5                 |
| Japonia (Oricon)                    | 47                |
| Kanada (Billboard Canadian Albums)  | 2                 |
| Niemcy (Media Control Charts)       | 1                 |
| Norwegia (VG-lista)                 | 4                 |
| Nowa Zelandia (Recorded Music NZ)   | 1                 |
| Portugalia (AFP)                    | 1                 |
| Stany Zjednoczone (Billboard 200)   | 4                 |
| Szwajcaria (Alben Top 100)          | 2                 |
| Szwecja (Sverigetopplistan)         | 2                 |
| Węgry (MAHASZ)                      | 3                 |
| Wielka Brytania (OCC)               | 7                 |
| Włochy (FIMI)                       | 6                 |

| Kraj                          | Certyfikat         | Sprzedaż   |
| ----------------------------- | ------------------ | ---------- |
| Argentyna (CAPIF)             | platynowa płyta    | 60 000+    |
| Australia (ARIA)              | 2x platynowa płyta | 140 000+   |
| Austria (IFPI Austria)        | platynowa płyta    | 50 000+    |
| Belgia (BEA)                  | platynowa płyta    | 50 000+    |
| Dania (IFPI Denmark)          | 7x platynowa płyta | 140 000+   |
| Finlandia (Musiikkituottajat) | złota płyta        | 30 000+    |
| Francja (SNEP)                | platynowa płyta    | 555 300+   |
| Hiszpania (PROMUSICAE)        | 4x platynowa płyta | 400 000+   |
| Holandia (NVPI)               | platynowa płyta    | 100 000+   |
| Japonia (RIAJ)                | złota płyta        | 100 000+   |
| Kanada (ABPD)                 | 6x platynowa płyta | 600 000+   |
| Niemcy (BVM)                  | 2x platynowa płyta | 1 000 000+ |
| Meksyk (AMPROFON)             | 2x złota płyta     | 200 000+   |
| Norwegia (IFPI Norway)        | platynowa płyta    | 50 000+    |
| Nowa Zelandia (RMNZ)          | 2x platynowa płyta | 30 000+    |
| Polska (ZPAV)                 | platynowa płyta    | 100 000+   |
| Stany Zjednoczone (RIAA)      | 4x platynowa płyta | 3 600 000+ |
| Szwecja (GLF)                 | 3x platynowa płyta | 240 000+   |
| Szwajcaria (IFPI Switzerland) | 2x platynowa płyta | 100 000+   |
| Wielka Brytania (BPI)         | 2x platynowa płyta | 700 000+   |
| Włochy (FIMI)                 | 3x platynowa płyta | 300 000+   |